# Woermann & Brock
Woermann & Brock, heute meist nur Woermann Brock (kurz WB), offiziell Woermann Brock & Co (Swakopmund) (Pty) Ltd bzw. Woermann Brock Company (Pty) Ltd, ist eines der größten und ältesten Handelsunternehmen Namibias. Es wurde 1894 gegründet.

## Geschichte
Das Unternehmen wurde am 1. Oktober 1894 als Damara & Namaqua Handelsgesellschaft mbH in Hamburg gegründet. Muttergesellschaft war das Hamburger Unternehmen C. Woermann. Ziel war es, den Handel zwischen Hamburg und dem damaligen Schutzgebiet Deutsch-Südwest-Afrika zu intensivieren. Hierfür nutzte man die hauseigene Woermann-Linie.
Bis zum Beginn des Ersten Weltkrieges wurden 32 Geschäfte im heutigen Namibia aufgebaut. Darunter befanden sich die Hauptstellen in Swakopmund (Woermannhaus) und Lüderitz (Woermannhaus). Zu dieser Zeit erbaute die Handelsgesellschaft auch den Damaraturm sowie die Deutsche Afrika-Bank im Deutsche-Afrika-Bank-Gebäude.
1909 wurde das Unternehmen in Woermann, Brock & Co. umbenannt. Eigentümer waren Adolph und Eduard Woermann, Max Brock und Arnold Amsinck. Eduard Wardesky war weiterhin Geschäftsführer des Unternehmens mit Hauptsitz in Swakopmund.
Mit Ausbruch des Ersten Weltkrieges am 1. August 1914 stellte das Unternehmen jeglichen Betrieb außerhalb Swakopmunds und Windhoeks ein. Der Muttergesellschaft in Hamburg war es nicht mehr möglich, das Unternehmen zu führen. Nachdem Eduard Wardesky das Unternehmen 30 Jahre lang geleitet hatte, übernahm nach dessen Tod Wilhelm Brock 1929 die Geschäftsführung.
Im Verlauf des Zweiten Weltkrieges übernahmen die Alliierten die Kontrolle über das Unternehmen. Dies führte zu einem faktischen Zusammenbruch der Geschäftstätigkeiten. Nach dem Krieg übernahmen Wilhelm Brock in Swakopmund und Willem Engberts in Windhoek die Geschäfte. Mit Unterstützung von Ascan Woermann, Wilhelm Brock, Emil Heinrichsen, Willem Engberts und Erich Woermann wurde Woermann, Brock & Co. von der Hamburger Muttergesellschaft getrennt.
1966 wurde im selbst errichteten August-Schmerenbeck-Haus an der heutigen Independence Avenue in Windhoek ein neuer Supermarkt eröffnet. Unter der Führung Konrad Woermanns wurden bis Anfang der 1990er Jahre Supermärkte in Klein Windhoek, Windhoek-Katutura und Windhoek-Olympia errichtet.
1998 übernahmen Konrads Söhne Jesko und Ingo die Geschäftsführung. Konrad zog sich aus gesundheitlichen Gründen 2001 aus dem Unternehmen zurück.
Seit Ende der 1990er Jahre wurden weitere Geschäfte im ganzen Land errichtet.

## Unternehmensstruktur
Das Unternehmen besteht aus zwei selbständigen Zweigen, die unter Jesko und Ingo Woermann aufgeteilt sind.
Die insgesamt mehr als 40 (Stand November 2021) Woermann Supermarkets, Woermann Cash & Carry und Woermann Hyper befinden sich in zahlreichen Orten Namibias, darunter Gobabis, Grootfontein, Katima Mulilo, Keetmanshoop, Mariental, Maltahöhe, Ongwediva, Ondangwa, Oshakati, Rehoboth, Tsumeb und Windhoek. Sie werden von Jesko Woermann mit Hauptsitz in Windhoek geleitet. Seit 2023 wurden exklusivere Supermärkte unter der Marke Woermann Fresh eröffnet.
Sein Bruder Ingo leitet die sieben Geschäfte an der Küste Namibias in Swakopmund und Walvis Bay. Diese tragen den Namen woermannbrock. Der Hauptsitz befindet sich in Swakopmund.